# Li Jiawei
Li Jiawei (en chino: 李佳薇, pinyin: Lǐ Jiawei; 9 de agosto de 1981) es una jugadora de tenis de mesa singapurense nacida en China, que se encuentra entre las diez mejores atletas de su deporte. Se trasladó a Singapur y comenzó su carrera internacional en tenis de mesa en 1996. Li se convirtió en ciudadana de Singapur a la edad de 18 años en el marco del Plan de Talento Deportivo de Relaciones Exteriores.

## Primeros años
Li Jiawei, la única hija de un funcionario del gobierno y un ama de casa, nació el 9 de agosto de 1981, en Beijing, República Popular de China.

## Carrera
Como una jugadora de singles, Li ocupó el sexto lugar en el mundo a partir de agosto de 2008. Su mejor clasificación fue en diciembre de 2005, cuando fue tercera. Li también es una jugadora clave para el equipo femenino y dobles, y los eventos de dobles mixtos. Ella terminó en cuarto lugar en singles, tanto en los Juegos Olímpicos 2004 en Atenas y los Juegos Olímpicos 2008 en Beijing. El 15 de agosto, el equipo femenino de Singapur, compuesto por Li y sus compañeras de equipo Feng Tianwei y Yuegu Wang derrotó a Corea del Sur 3-2 en las semifinales. Sin embargo, en la final el 17 de agosto, el equipo perdió ante China y obtuvo una medalla de plata, siendo la primera vez que Singapur había ganado una medalla olímpica desde la independencia de la nación en 1965. La medalla vino 48 años después de que Tan Howe Liang ganó la primera medalla del país, una de plata en levantamiento de pesas en los Juegos Olímpicos de Verano de 1960 en Roma. Li cerró el año 2008 en un alto contenido en oro, ganadora en el evento de la selección femenina con Feng y Wang en el ITTF Pro Tour Erke Abierto de Alemania en Berlín en noviembre, y en el dobles con Sun Beibei en la Final  ITTF Volkswagen Pro Tour Grand en Macao en diciembre de 2008.